# Fumarate-réductase à ménaquinone
La fumarate-réductase à ménaquinone est une oxydoréductase qui catalyse la réaction :
succinate + une quinone  {\displaystyle \rightleftharpoons }  fumarate + une hydroquinone.
Cette enzyme intervient par exemple dans le cycle de Krebs inverse de certaines bactéries pour catalyser la réaction réciproque de la succinate-déshydrogénase du cycle de Krebs en réduisant le fumarate en succinate avec oxydation concomitante d'une hydroquinone à faible potentiel comme le ménaquinol ou le rhodoquinol respectivement en ménaquinone (vitamine K2) ou rhodoquinone.
On trouve cette enzyme plus généralement chez les organismes anaérobies stricts ou facultatifs, parmi lesquels des bactéries, des helminthes ou encore certains organismes marins, chez lesquels elle assure l'étape finale d'une chaîne respiratoire anaérobie.
Elle est appelée complexe II de la chaîne de transport d'électrons de façon semblable à la succinate-déshydrogénase (EC 1.3.5.1) qui lui est étroitement apparentée.